# Radovan Jerković
Don Radovan (Rade) Jerković (Krvavac, 15. rujna 1900. – Split, 14. kolovoza 1950.), hrvatski rimokatolički svećenik, povjesničar i mučenik.
Rođen je u Krvavcu, župa Bagalovići, od oca Stanka i majke Jele (r. Batinović). Njegov je otac imao kćer Maru i sina Ivana iz prvog braka, a Rade je najstariji od četvero sinova iz drugog braka, nakon njega rođeni su Josip, Jerko i Mijo. Don Rade je u matičnim knjigama upisan imenom Radoslav, ali on to ime nikada nije koristio, nego se potpisivao samo s Rade, a poslije i Radovan.

## Školovanje
Don Rade je četvorogodišnju osnovu školu završio odličnim uspjehom u svom rodnom selu. Kao pitomac sjemeništa, niža četiri razreda klasične gimnazije pohađao je na splitskoj državnoj gimnaziji, a više razrede u sjemenišnoj (onda privatnoj) gimnaziji te je kao privatnik maturirao na državnoj gimnaziji 8. srpnja 1921. Teologiju je počeo studirati u Sarajevu (I. godinu), nastavio u Mariboru (II.godinu) i završio u Sarajevu (III. i VI. godinu). Za svećenika je zaređen u Sarajevu, 5. travnja 1925., a Mladu misu je slavio u rodnoj župi Bagalovićima 14. travnja 1925. Nakon toga se vratio u Sarajevo gdje je 21. lipnja 1925. završio bogoslovni fakultet. Deset godina kasnije je položio ispite postdiplomskog studija na Bogoslovnom fakultetu u Zagrebu i dobio Absolutorij (diplomu) 17. lipnja 1935.

## Crkvene službe
Don Rade je 31. srpnja 1925. bio imenovan upraviteljem župe Dobranje/Bijeli Vir u Neretvanskom dekanatu, gdje je ostao do 1931. Paralelno se javio na državni natječaj za mjesto vjeroučitelja u Građanskoj školi u Metkoviću, gdje je od 1928. dobio to mjesto. U veljači 1934. na zahtjev beogradskog režima trebao je biti uklonjen iz državne službe, ali su crkvene ga vlasti uspjele sačuvati kao vjeroučitelja, ali je morao biti premješten u Makarsku, da bi se opet 1937., na vlastitu zamolbu, vratio na službu u Metković.
Nakon dolaska komunista na vlast u listopadu 1944. preuzima upravljanje župe u Opuzenu, odakle obavlja duhovne potrebe župljana Slivno Ravno, Rogotin, Komina i Desne. Istovremeno je i vršitelj dužnosti dekana metkovskog dekanata, te generalni vikar za područje Neretve. Sve to je trajalo vrlo kratko, jer već 23. srpnja 1945. u montiranom komunističkom procesu osuđen "na gubitak nacionalne časti u trajanju od 15 godina i na prisilan rad u trajanju od 5 godina". Kazna, koju je izdržao na državnom dobru Vrana kraj Biograda na Moru i u logoru Stara Gradiška, naknadno mu je smanjena na 10 mjeseci i 2 dana.
Nakon izlaska iz logora i oporavka, 1. studenog 1946. imenovan je župnikom u Vranjicu, gdje je u travnju 1950. proslavio i 25. godišnjicu misništva.

## Mučeništvo
Njegov pastoralni rad i uspjeh, osobito među mladima, i dalje smeta novim komunističkim vlastima, koje su ga na svetkovinu Srca Isusova, 16. lipnja 1950. uhitile i odvele i istražni zatvor UDB-e na Katalinića brijegu u Splitu, gdje je dva mjeseca mučen i na kraju i ubijen 14. kolovoza 1950. U podrumu toga zloglasnog zatvora usmrćen je mučenjem električnom strujom. Na njegovu mrtvom tijelu vidjela se iznad svake sljepoočnice opekotina, a iste takve rane bile su zapešću ruku i na nogama. Tako je on mučeničkom smrću završio svoj život u 50. godini života, u naponu svoga intelektualnog i svećeničkog stvaralaštva.
Prema vlastitoj oporuci pokopan je u svećeničkoj grobnici na groblju njegove rodne župe Bagalovići:
| „                                   | Tu da počivam u sredini svoje Neretve, koju sam uvijek ljubio i kojoj sam želio mnogo dobra učiniti | ” |
| — Iz oporuke don Radovana Jerkovića | |   |

Na posebnoj svečanoj Svetoj misi 13. srpnja 2013. godine, predvođenoj nadbiskupom msgr. Marinom Barišićem, na početku trodnevnog slavlja blagdana Gospe Karmelske, zaštitnice župe Bagalovići, zemni ostaci don Rade Jerkovića premješteni su u posebnu kriptu u zidu neposredno uz ljetni oltar Župne crkve Gospe od Karmela u Bagalovićima.
- Ljetni oltar Župne crkve Gospe od Karmela u Bagalovićima
- Kripta don Radovana Jerkovića u zidu neposredno uz ljetni oltar
- Nadgrobna ploča iznad kripte don Radovana Jerkovića

### Beatifikacija
Dok su ga vodili u zatvor, izjavio je: "Nevin sam, i vodite me samo zato što sam svećenik". Stav i uvjerenje Vranjičana i Neretvana da je don Rade Jerković mučenik za vjeru, dr. sc. msgr. Fabijan Veraja, umirovljeni dotajnik Kongregacije za kauze svetih obrazložio je u knjizi "Svećenik i žrtva: don Radovan Jerković (1900. – 1950.)", gdje zaključuje da ako na snazi ostane dosadašnja praksa prema kojoj se ne traži čudo za beatifikaciju mučenika, don Rade bi mogao biti beatificiran nakon što Sveta Stolica službenim dekretom proglasi da se u njegovom slučaju radi o pravom mučeništvu (constare de martyrio formali), tj. da je smrt uzrokovana iz mržnje na vjeru (in odium fidei), a čudo bi se eventualno tražilo kasnije za kanonizaciju.
Na sastanku biskupa Splitske mitropolije nadbiskup Marin Barišić je 2008. godine naznačio mogućnost pokretanja procesa beatifikacije don Radovana Jerkovića.

## Povjesničarski rad
Don Rade je za života objavio 6 manjih knjiga i mnoštvo članaka u raznim listovima, kalendarima i novinama. Iako mu je bila velika želja, zbog nasline smrti u najboljim stvaralačkim godinama nije uspio objaviti knjigu "Povijesti Neretve" koja je ostala u rukopisima i čuva se među ostalim njegovim zapisima u Nadbiskupskom arhivu u Splitu u 20 svežnjeva koji sadrže više od 4000 stranica.
Don Radino djelo je najpotpunija i najstručnija povijest Neretve od početka njezina naseljavanja pa do kraja Drugog svjetskog rata. On je prvi sustavni i kritički povjesničar neretvanske doline, kako njezine crkvene tako i opće povijesti. Zahvaljujući njemu sve su neretvanske župe dobile svoju pojedinačnu povijest, što je prvo ostvarenje te vrste, ne samo u neretvanskom kraju i splitskoj biskupiji nego i u cijeloj Crkvi u hrvatskom narodu.

### Objavljene knjižice
1. "Križ na kuli Norinskoj. Proslava 1900-godišnjice našeg otkupljenja po Križu. Kratki povijesni prikaz kule Norinske i novija povijest Neretve. Napose o župi Metkovići povodom 200-godišnjice", Split, Trgovačka tiskara, 1934.
2. "Gabela (Prilog povijesti donje Neretve)", pretiskano iz Napredak 1940., Sarajevo, 1939.
3. "Dvije stare tvrđave na ušću Neretve (Brštanik i Koš)", pretiskano iz Napredak 1941., Sarajevo, 1940.
4. "Otok Osinj na ušću Neretve. Kaštel i crkva sa samostanom na njemu", pretiskano iz Napredak 1942., Sarajevo, 1941.
5. "Pastirski pohodi Nikole Bjankovića, biskupa makarskog, po Dalmaciji, Bosni i Hercegovini. (Izvješća godine 1703. i 1706. i dnevnici godine 1706. i 1710.", Sarajevo, 1942.
6. "Sluga Božji Nikola Bjaković, biskup makarski (1695. – 1730.) Život, krjeposti i čudesa", Teslić, 1943.

## Vanjske poveznice
- Župa Karmelske Gospe: Don Radovan Jerković
- Solinska kronika: Život vranjičkoga župnika - mučenika[neaktivna poveznica]
- Lovorka Čoralić: Život i djelo don Radovana Jerkovića
- Solinska kronika: Stepinac i vranjički mučenici[neaktivna poveznica]
- Informativna katolička agencija: O povijesti Neretve uz godišnjicu rođenja i smrti don Radovana Jerkovića